# The Apples in Stereo
The Apples in Stereo est un groupe de pop psychédélique et rock indépendant américain, originaire de Denver, dans le Colorado. Il est associé à Elephant Six Collective, une bande de groupes qui impliquent Neutral Milk Hotel et The Olivia Tremor Control. Le groupe est principalement conduit par le chanteur, guitariste et producteur Robert Schneider, qui s'est occupé dans la majeure partie du temps des paroles et des musiques du groupe. The Apples in Stereo impliquent également des musiciens comme John Hill (guitare rythmique) et Eric Allen (basse), John Dufilho (batterie), John Ferguson (claviers), et Ben Phelan (claviers, guitare, trompette).

## Biographie

### Débuts (1991–1993)
Fin 1991, Robert Schneider fait la rencontre de Jim McIntyre à Denver, dans le Colorado. Schneider emménagera dans le Colorado depuis Ruston, et a eu souvent l'occasion de parler à McIntyre. Alors que Schneider demande à McIntyre quels sont ses intérêts musicaux, McIntyre nomme son groupe préféré : The Beach Boys — un groupe dans lequel Schneider était particulièrement fan. Réalisant qu'ils partageaient le même intérêt musical, McIntyre présente Schneider à Hilarie Sidney.
McIntyre était déjà membre d'un groupe nommé Von Hemmling (en) dans lequel il jouait de la basse et dans lequel Sidney jouait de la batterie. Avec Schneider, ils s'interrogent sur le fait de créer un nouveau groupe et de signer éventuellement dans un label. Schneider fait par la suite la rencontre de Chris Parfitt, déjà dans un groupe en cette période. Schneider et Parfitt deviennent cependant amis et ont l'idée de former un groupe similaire à The Velvet Underground ou Black Sabbath, avec une production similaire à celle des Beach Boys. Schneider passe ensuite deux semaines à Athens dans l'enregistrement musical et avec des amis d'enfance que sont Will Cullen Hart, Bill Doss et Jeff Mangum. Il partage ensuite l'idée de créer un label (qui deviendra plus tard The Elephant 6 Recording Company). C'est à cette même période qu'il fonde The Apples, inspiré de la chanson de Pink Floyd intitulée Apples and Oranges.

### Hypnotic SuggestionetFun Trick Noisemaker(1994–1995)
De nombreux conflits mènent Parfitt à quitter le groupe au début de 1994,. John Hill, une ancienne connaissance de McIntyre, rejoint le groupe à la guitare rythmique tandis que Schneider s'améliore à la guitare.
À la mi-1994, après Hypnotic Suggestion, McIntyre est le deuxième à quitter le groupe, à cause de nombreux problèmes personnels et du changement de style musical qui aura fait partir Parfitt. Ne pouvant trouver bassiste permanent, le groupe fait tourner différents bassistes comme Jeff Mangum de Neutral Milk Hotel, Kurt Heasley de The Lilys, Kyle Jones, Joel Richardson, et Joel Evans. Jim McIntyre jouera aussi occasionnellement de la basse. Le groupe tourne à la fin 1994, enregistrant la première moitié de l'album à Glendora, en Californie. Au début de 1995, le groupe finit l'album, Fun Trick Noisemaker, chez Kyle Jones (le Pet Sounds Studio).
Avec un nouvel album dans la poche, le groupe recommence à tourner. Eric Allen, que le groupe a auditionné comme guitariste après le départ de Chris Parfitt, se joint à la basse de manière permanente. À la fin 1995, Schneider repart au Pet Sounds Studio chez Jim McIntyre. McIntyre continue de l'ingénierie-son sur les albums du groupe jusqu'en 2000. Une formation très différente de l'originale prend place en 1996, et le groupe se rebaptise The Apples in Stereo.

### DeTone Soul EvolutionàVelocity of Sound(1996–2005)
Le groupe continue de tourner en 1996, jouant au Japon pour la première fois. Plusieurs premières sessions d'enregistrement se déroulent aux Pet Sounds pour le deuxième album du groupe, Tone Soul Evolution, mais les membres se retrouvent insatisfaits de la qualité sonore. La majeure partie des chansons est alors réenregistrée au Studio .45 à Hartford, dans le Connecticut, avant la sortie de l'album. En 1998, Chris McDuffie se joint au groupe, jouant plusieurs instruments comme l'orgue, le synthétiseur et les percussions. Il partira avant la sortie de Velocity of Sound en 2002.
Plusieurs autres albums sont publiés par le groupe, comme l'« EP concept » psychédélique. Her Wallpaper Reverie, The Discovery of a World Inside the Moone et  Velocity of Sound ; les deux derniers capturant le son live du groupe qui continue à s'affiner après déjà une centaine de concerts en un an. En particulier, l'album Velocity of Sound (2002) rejette la majeure partie de la production psych-pop associée au groupe.
Les membres continuent en parallèle leurs projets solo ou en groupe, Schneider produisant plusieurs albums pour les membres d'Elephant 6. Schneider et la batteuse Hilarie Sidney se restent époux pendant un temps, donnant naissance à un enfant appelé Max en 2000. Ils auront depuis divorcés. Le groupe se met en pause en 2004  Schneider publiant son premier album dans un nouveau groupe appelé Ulysses et Sidney publiant son premier album au sein de son nouveau groupe, The High Water Marks ; les deux publiés au label Eenie Meenie Records.

### New Magnetic Wonder(2006–2008)

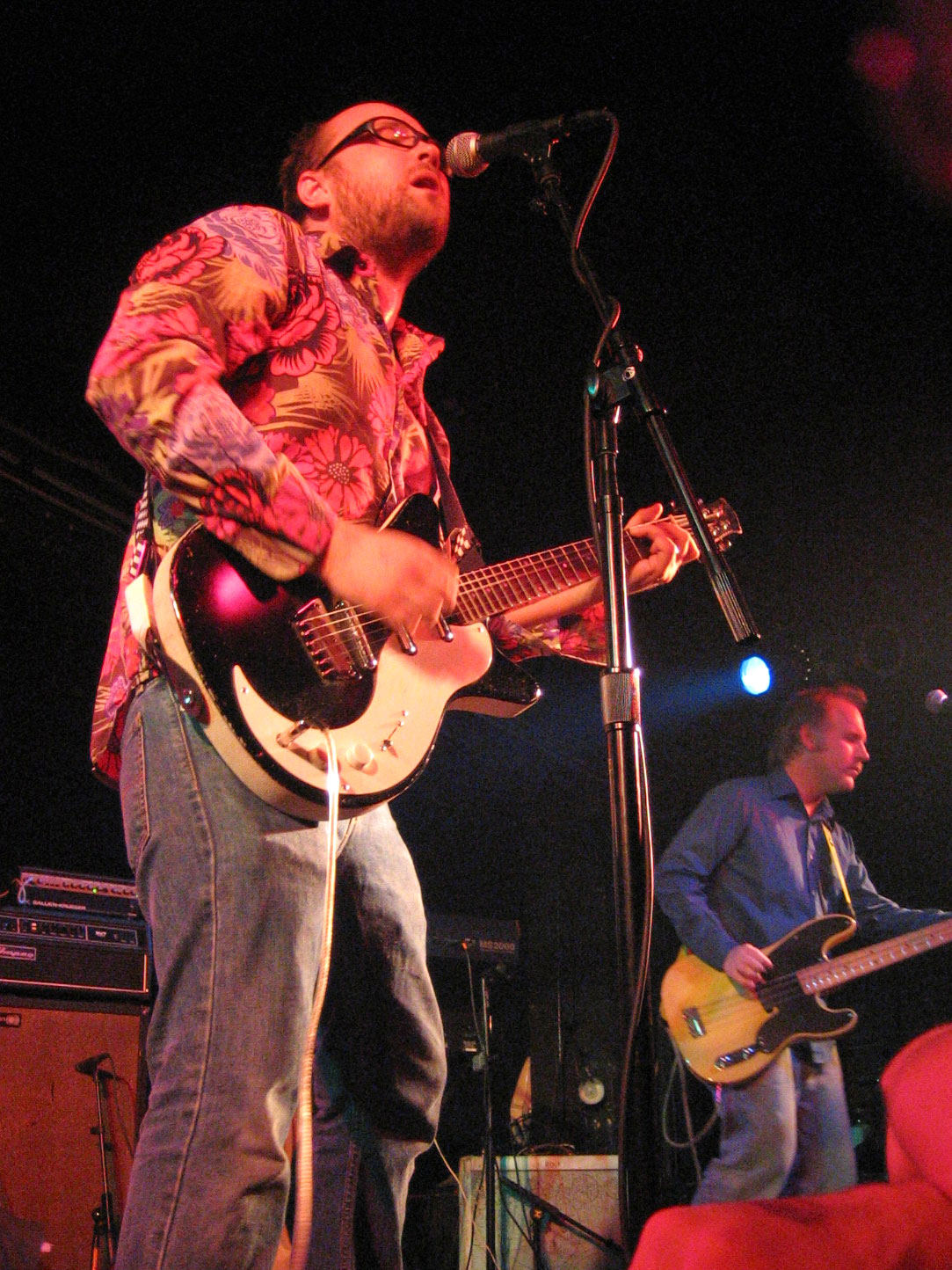
Le groupe à Washington, D.C. en octobre 2006.

En août 2006, la batteuse Hilarie Sidney son départ officiel après un concert du groupe au festival Athens Popfest d'Athens. Son remplaçant, John Dufilho, chanteur de Deathray Davies, est annoncé en octobre 2006. Bill Doss de Olivia Tremor Control se joint aussi « officiellement » et discrètement, aux claviers. John Ferguson de Big Fresh et Ulysses rejoint The Apples en 2007.
En décembre 2006, Robert Schneider apparait dans l'émission télévisée The Colbert Report chantant le morceau Stephen Stephen, enregistré par The Apples in Stereo. Le 6 février 2007, The Apples in Stereo publient leur sixième album studio, New Magnetic Wonder. Après dix ans de contrat avec spinART Records, New Magnetic Wonder est le premier du groupe publié par Simian Records, un nouveau label lancé par Elijah Wood. Il est suivi par la compilation de faces-B Electronic Projects for Musicians, le 1eravril.
En 2008, spinART Records met la clé sous la porte. Le 4 août 2008, le groupe participe au Colbert Report. Ils jouent la chanson Can You Feel It? en soutien à la version japonaise du CD. Au début de 2008, leur chanson Same Old Drag remporte l'Independent Music Awards de la catégorie de chanson de pop-rock. La même année, Apples in Stereo est nommé pour l'Independent Music Awards de l'album pop-rock de l'année. Les membres deviennent jury à la 9e édition Independent Music Awards.

### Suites (depuis 2009)

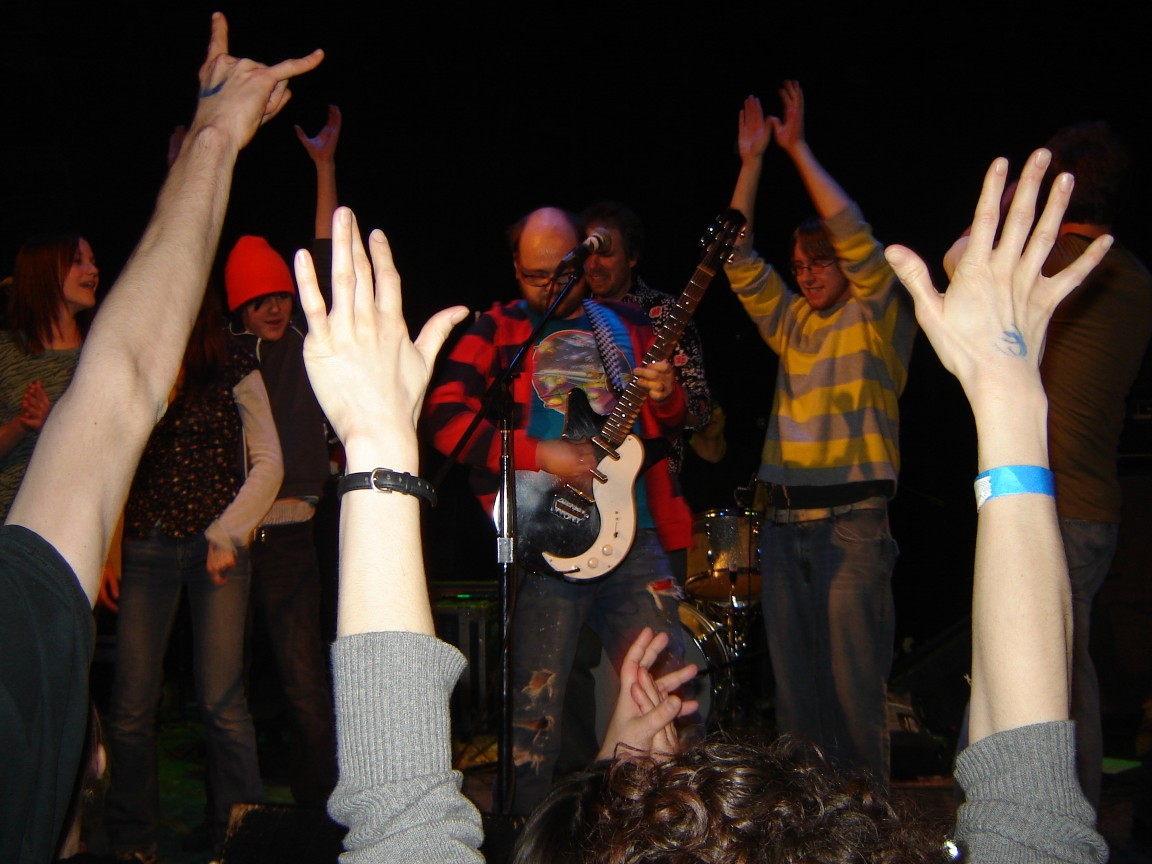
Le groupe Blue Note en mars 2007.

Yep Roc publie  #1 Hits Explosion, un best-of des Apples in Stereo, le 1er septembre 2009. En avril 2009, le single Energy de New Magnetic Wonder est joué par plusieurs candidats à l'émission American Idol. Au début de 2009, Schneider confirme un nouvel album chez Trout Recording à Brooklyn, New York.
Il en résulte leur septième album, Travellers in Space and Time, publié le 20 avril 2010 chez Simian Records. Le groupe est invité par Jeff Mangum des Neutral Milk Hotel à jouer au festival All Tomorrow's Parties en mars 2012 à Minehead, en Angleterre. La mort de Bill Doss, leur claviériste, est annoncée le 31 janvier 2012. La cause du décès n'a jamais été révélée, mais semble être de cause naturelle.
Le 10 août 2017, le groupe joue son premier concert depuis 2012 en tête d'affiche de l'Athens Popfest.

## Membres

### Membres actuels
- Robert Schneider - guitare, chant (depuis 1992)
- John Hill - guitare (depuis 1994)
- Eric Allen - basse (depuis 1995)
- John Dufilho - batterie (depuis 2006)
- John Ferguson - chant, claviers (depuis 2007)

### Anciens membres
- Hilarie Sidney - batterie, chant (1992-2006)
- Jim McIntyre - basse (1992-1994)
- Chris Parfitt - guitare (1992-1994)
- Chris McDuffie - claviers (1998-2002)
- Bill Doss - chants, claviers (2006-2012 ; décédé en 2012)

## Discographie
- 1995 : Fun Trick Noisemaker
- 1997 : Tone Soul Evolution
- 1999 : Her Wallpaper Reverie
- 2000 : The Discovery of a World Inside the Moone
- 2002 : Velocity of Sound
- 2007 : New Magnetic Wonder
- 2010 : Travellers in Space and Time